# وانغ بينغ (مؤلفة)
وانغ بينغ (بالإنجليزية: Wang Ping)‏ (14 أغسطس 1947، شانغهاي في الصين)؛ كاتِبة، شاعرة وروائية أمريكية.